# Buchsgau

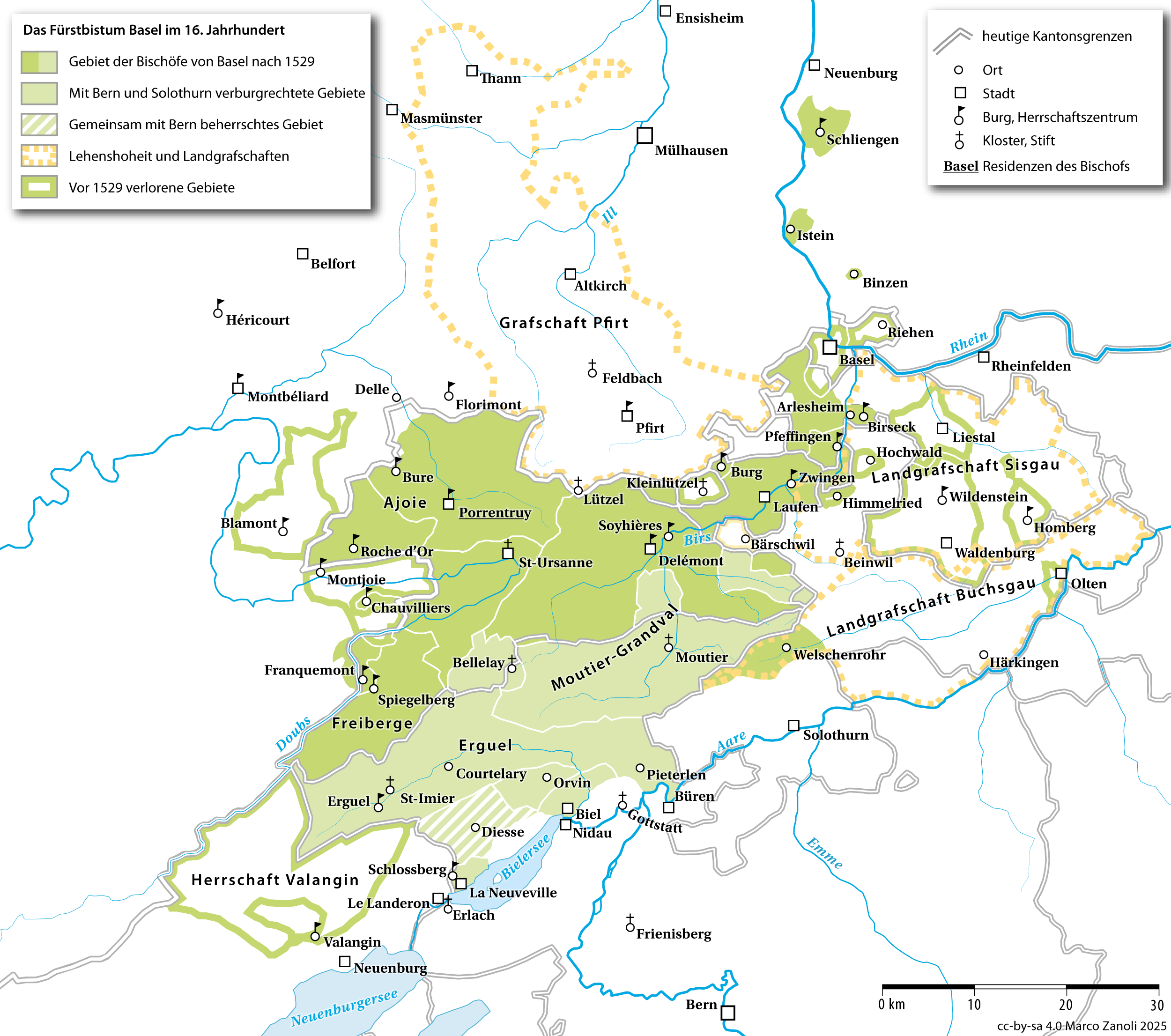
Basels stift under senmedeltiden och 1500-talet

Buchsgau var ett medeltida landskap och lantgrevskap i Schweiz som är känt sedan år 1044 och som delades mellan städerna Bern och Solothurn år 1463. Buchsgaus område motsvarar i stort den del av östra kantonen Solothurn som avvattnas av Aare, alltså de nuvarande förvaltningdistrikten Thal, Gäu, Olten och Gösgen, dessutom området runt Niederbipp i kantonen Bern.
Kyrkligt var Buchsgau ett dekanat i Basels stift.

## Historik
Buchsgau var ett landgrevskap omnämnt 1044 (lat: in comitatu Buxcouue). Landet var under 11:e århundradet uppdelat i mindre grevskap. På 1300-talet var landskapet förlänat av Basels biskop till grevarna av Frohburg, sedan till andra adelsfamiljer. År 1426 tillföll lantgrevskapet städerna Bern och Solothurn, vilka 1463 delade området. 